# 고베시 간호대학
고베시 간호대학(일본어: 神戸市看護大学 코우베시칸고다이가쿠[*])은 일본의 시립 대학이다. 대학 본부는 고베시 니시구(西區)에 있다.

## 연혁
- 1959년 고베 시립 고등 간호학원 설립 (2년제).
- 1970년 3년제 과정을 설치.
- 1976년 고베 시립 간호 전문학교로 개칭.
- 1981년 고베 시립 간호 단기대학으로 승격 (2년제).
시민병원과 함께 포트아일랜드로 이전.
- 1996년 고베시 간호대학이 현 캠퍼스에 개교 (4년제).
간호 단기대학은 단기대학부가 됨.
- 2000년 대학원 석사과정을 설치.
- 2005년 조산학(助産學) 전공과를 설치 (1년제).
- 2006년 대학원 박사과정을 설치.
- 2007년 단기대학부 폐교.

## 캠퍼스
- 효고현 고베시 니시구 가쿠엔니시정 3-4.

## 조직

### 학부
- 간호학부
  - 간호학과

### 대학원
- 간호학 연구과

### 전공과
- 조산학(助産學) 전공과